# Scena (cinema)
Con scena, nel linguaggio cinematografico, si intende solitamente un insieme di inquadrature unite tra loro da una continuità di spazio, di tempo e di azione. Nel momento in cui uno di questi tre fattori subisce un cambiamento allora si assiste a un cambio di scena. 
Tecnicamente parlando si può dire che una scena è banalmente l'insieme di più inquadrature. Più scene messe assieme formano una sequenza, più sequenze formano un'unità narrativa e più unità narrative formano una parte narrativa. Una scena può essere realizzata in diversi modi: utilizzando varie inquadrature, utilizzando un'unica ripresa continua e compiuta (si parla di piano sequenza se la scena è di durata relativamente breve o di long-cut se la sua durata aumenta).